# Pagoda Shwe Indein
Pagoda Šve Indein ( Shwe Indein) (burmansko ရွှေ အင်း တိန် စေ တီ) je skupina budističnih pagod v vasi Indein v bližini kraja Jvama ob jezeru Inle v državi Šan v Mjanmarju.
Pagode so bile naročene v času vladavine kralja Narapatisituja. Nekateri menijo, da jih je zgradil kralj Ašoka (v Burmi znan kot Damasoka, burmansko ဓမ္မ သော က) in obnovil kralj Anavrata. Toda ni arheoloških dokazov, ki bi podprli to teorijo.